# Fabian de Freitas
Fabian Guno de Freitas (Paramaribo, 28 juli 1972) is een Nederlands voormalig voetballer die als aanvaller speelde.

## Loopbaan
Vanaf zijn vierde groeide hij op in Amsterdam waar hij begon bij WMS. Hij speelde in de jeugd van Blauw Wit waar hij in april 1990 debuteerde in het eerste team.  
De Freitas debuteerde in het seizoen 1990/'91 in het eerste elftal van FC Volendam. Dat was op 21 oktober 1990 in het duel FC Volendam-Sparta (2-2), toen hij na 84 minuten inviel voor Jeffrey Kooistra. Hij speelde vier seizoenen voor Volendam, en vervolgens verhuisde hij naar Bolton Wanderers. Na twee seizoenen zonder een vaste basisplaats verliet hij Engeland om aan de slag te gaan bij Osasuna. In Spanje speelde hij twee seizoenen, waarna hij aan Boavista werd verkocht.
In Portugal speelde De Freitas echter geen enkele competitiewedstrijd en een jaar later werd hij door West Bromwich Albion gecontracteerd. Bij deze club had hij wel een basisplaats, maar hij scoorde niet genoeg voor een spits, waardoor hij aan SC Cambuur werd verkocht. Daar had hij wel rendement en scoorde hij 14 keer in 24 wedstrijden. Al gauw werd zijn scoringsdrift opgemerkt door andere clubs en FC Den Bosch contracteerde hem een jaar later. Bij Den Bosch had De Freitas een basisplaats, maar een jaar later zat hij zonder club. In het seizoen 2003/'04 gunde N.E.C. hem echter nog een kans. Dit werd echter geen succes en zijn 2-jarig contract werd na één seizoen ontbonden.
In zijn eerste jaar zonder contract begon De Freitas aan een studie psychologie. Daarna speelde hij nog een jaar voor N.E.C.. Bij N.E.C. speelde hij zijn enige wedstrijd Europees voetbal in de UEFA Cup tegen Wisła Kraków. Na één jaar bij N.E.C. begin hij aan de studie bouwkunde. In 2012 is hij daarin afgestudeerd.

## Clubstatistieken
| Seizoen  | Club                 | Land      | Competitie       | Duels | Goals |
| -------- | -------------------- | --------- | ---------------- | ----- | ----- |
| 1990/'91 | FC Volendam          | Nederland | Eredivisie       | 13    | 0     |
| 1991/'92 | FC Volendam          | Nederland | Eredivisie       | 21    | 4     |
| 1992/'93 | FC Volendam          | Nederland | Eredivisie       | 29    | 4     |
| 1993/'94 | FC Volendam          | Nederland | Eredivisie       | 14    | 2     |
| 1994/'95 | Bolton Wanderers     | Engeland  | First Division   | 13    | 2     |
| 1995/'96 | Bolton Wanderers     | Engeland  | Premiership      | 27    | 5     |
| 1996/'97 | Osasuna              | Spanje    | Segunda Division | 23    | 7     |
| 1997/'98 | Osasuna              | Spanje    | Segunda Division | 25    | 3     |
| 1997/'99 | Boavista             | Portugal  | Segunda Divisão  | 0     | 0     |
| 1998/'99 | West Bromwich Albion | Engeland  | First Division   | 37    | 7     |
| 1999/'00 | West Bromwich Albion | Engeland  | First Division   | 24    | 3     |
| 2000/'01 | West Bromwich Albion | Engeland  | First Division   | 0     | 0     |
| 2000/'01 | SC Cambuur           | Nederland | Eerste divisie   | 24    | 14    |
| 2001/'02 | FC Den Bosch         | Nederland | Eredivisie       | 32    | 8     |
| 2002/'03 | geen club            |           |                  |       |       |
| 2003/'04 | N.E.C.               | Nederland | Eredivisie       | 19    | 3     |
| 2004/'05 | geen club            |           |                  |       |       |